# Bramming
Bramming é um município da Dinamarca, localizado na região sudoeste, no condado de Ribe.
O município tem uma área de 170 km² e uma  população de 7 063 habitantes, segundo o censo de 2014.